# Allison Pineau
Allison Pineau (født 2. maj 1989 i Chartres, Frankrig) er en kvindelig fransk håndboldspiller som spiller for slovenske RK Krim Ljubljana og det Frankrigs kvindehåndboldlandshold. Hun blev kåret som verdens bedste håndboldspiller i 2009 af det Internationale Håndbold Forbund.
Hun var med til at vinde OL-guld i håndbold for Frankrig, ved Sommer-OL 2020 i Tokyo, efter finalesejr over Rusland, med cifrene 30-25.

## Bedrifter
- VM i Håndbold:
  - Guld: 2017
  - Sølv: 2009, 2011, 2017
- EM i Håndbold:
  - Guld: 2018
  - Sølv: 2020
  - Bronze: 2016
- OL i Håndbold:
  - Sølv: 2016

- EHF Champions League:
  - Bronze: 2014
  - Semifinalist: 2013